# Обердинг
Обердинг (њем. Oberding) општина је у њемачкој савезној држави Баварска. Једно је од 26 општинских средишта округа Ердинг. Према процјени из 2010. у општини је живјело 5.380 становника. Посједује регионалну шифру (AGS) 9177133.

## Географски и демографски подаци
Обердинг се налази у савезној држави Баварска у округу Ердинг. Општина се налази на надморској висини од 468 метара. Површина општине износи 64,7 km². У самом мјесту је, према процјени из 2010. године, живјело 5.380 становника. Просјечна густина становништва износи 83 становника/km².